# Nanortalik
Nanortalik is een plaats en voormalige gemeente in Groenland. Het is de meest zuidelijk gelegen grotere plaats van het land. De voormalige gemeente telde 2281 inwoners in 2007, waarvan er 1450 in de hoofdplaats Nanortalik leefden. In 2014 was het inwonertal van deze plaats gezakt naar 1294 inwoners. De overige inwoners van de gemeente wonen verdeeld in de dorpen Tasiusaq, Aappilattoq, Narsaq Kujalleq (het meest zuidelijke dorp van Groenland, niet te verwarren met Narsaq) en Alluitsup Paa (met 500 inwoners het grootste dorp).
Op 1 januari 2009 is de gemeente opgeheven en opgegaan in de gemeente Kujalleq.
Door de zuidelijke ligging, op ongeveer 100 km van het zuidelijkste punt van Groenland, was deze nederzetting een van de vroegste op Groenland, zowel door Inuit als door Scandinavische kolonisatoren. Nanortalik werd gesticht in 1770. In 1830 verhuisde Nanortalik van plaats omwille van de slechte aanmeermogelijkheden. Enkel de ruïnes van Sissarissoq blijven over van het oude dorp.
Er is geen grootschalige economie in het dorp, enkel kleinschalige visserij.
De gemiddelde temperatuur in januari is min 2 graden Celsius, in juli is dat plus 5,8 graden Celsius.

## Externe link

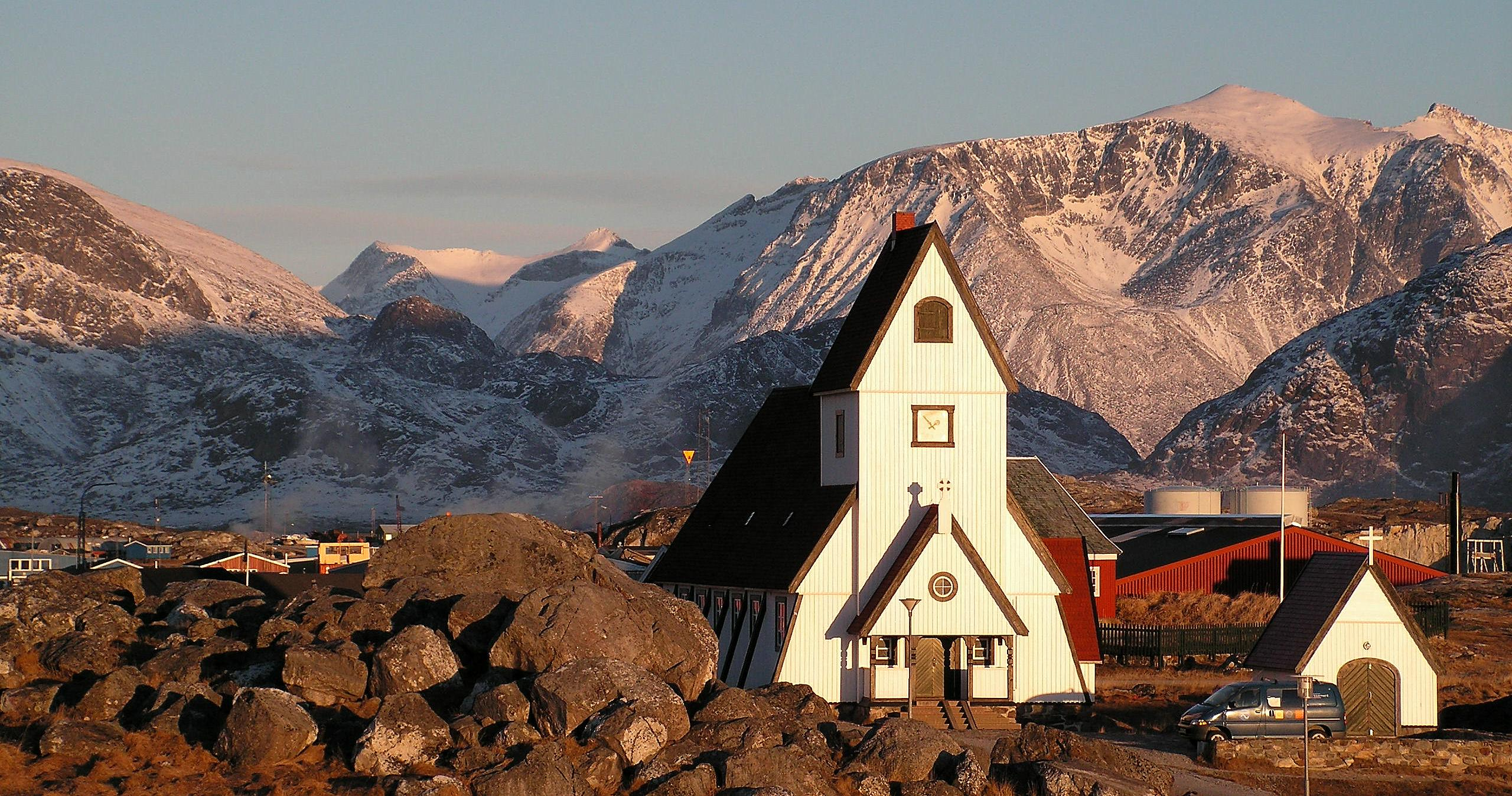
De kerk van het dorp.